# Burrnesh
Una burrnesh (plurale burrneshe), detta anche vergine giurata, è una donna di un paese balcanico, in genere l'Albania oppure il Kosovo, che si veste come un uomo e viene considerata come tale nella società. Tra i suoi privilegi, si ricorda quello di fumare e consumare alcolici.
La figura della burrnesh è riconosciuta dal diritto tradizionale di quei luoghi, il Kanun. In sostanza il Kanun riconosce alle donne che scelgono lo stato di burrnesh di acquisire i doveri e buona parte dei diritti giuridici che tradizionalmente, nelle società patriarcali, vengono attribuiti alle figure maschili.
Nella società albanese di un tempo, una donna non aveva il diritto di vivere da sola. Per farlo lo stesso, aveva in alcuni casi la possibilità di modificare il proprio status davanti alla gente del paese, sottoponendosi ad una cerimonia in presenza degli uomini più influenti del villaggio (in genere 12 uomini anziani). Durante la cerimonia, era prevista una vestizione ed il taglio di capelli. La ragazza doveva fare voto di castità.
Si presuppone che in genere la scelta di diventare burrnesh fosse dettata da necessità familiari legate alla scomparsa di un capofamiglia. In mancanza di un erede maschio la necessità di non disperdere il patrimonio poteva portare alcune donne ad assumere su di sé la responsabilità del ruolo maschile proprio attraverso il giuramento di conversione, ma le ragioni per un cambio del genere potevano essere molteplici:
- mancanza di figli maschi in famiglia;[1]
- morte di componenti maschi in famiglia;
- rifiuto di un matrimonio da parte della ragazza;
- lesbismo non dichiarato.

Attualmente nelle aree interessate si contano pochi casi di burrneshe esistenti, ma in passato il fenomeno era più diffuso. La tradizione risale a circa sei secoli fa: è in fase di ritiro ed è oramai completamente estinta in Serbia. Anche se non è più praticata nei paesi di lingua albanese, vivono in quella zona ancora parecchie burrneshe anziane.
La figura della burrnesh viene talvolta citata come esempio, nelle controversie sugli studi di genere, della differenza tra sesso e genere: infatti, pur restando geneticamente donna, viene di fatto attribuita al genere maschile.
Una burrnesh è la protagonista del film Vergine giurata di Laura Bispuri, tratto dal romanzo omonimo di Elvira Dones.